# Los Angeles Film Critics Association Awards 2006
La 32ª edizione dei Los Angeles Film Critics Association Awards si è tenuta nel dicembre 2006, per onorare il lavoro nel mondo del cinema per l'anno 2006.

## Premi
Miglior film
- Lettere da Iwo Jima (Letters from Iwo Jima), regia di Clint Eastwood
  - 2º classificato: The Queen - La regina (The Queen), regia di Stephen Frears

Miglior attore
- Sacha Baron Cohen - Borat - Studio culturale sull'America a beneficio della gloriosa nazione del Kazakistan (Borat: Cultural Learnings of America for Make Benefit Glorious Nation of Kazakhstan)
- Forest Whitaker - L'ultimo re di Scozia (The Last King of Scotland)

Miglior attrice
- Helen Mirren - The Queen - La regina (The Queen)
  - 2º classificato: Penélope Cruz - Volver - Tornare (Volver)

Miglior regista
- Paul Greengrass - United 93
  - 2º classificato: Clint Eastwood - Flags of Our Fathers e Lettere da Iwo Jima (Letters from Iwo Jima)

Miglior attore non protagonista
- Michael Sheen - The Queen - La regina (The Queen)
  - 2º classificato: Sergi López - Il labirinto del fauno (El laberinto del fauno)

Miglior attrice non protagonista
- Luminița Gheorghiu - La morte del signor Lazarescu (Moartea domnului Lazarescu)
  - 2º classificato: Jennifer Hudson - Dreamgirls

Miglior sceneggiatura
- Peter Morgan - The Queen - La regina (The Queen)
  - 2º classificato: Michael Arndt - Little Miss Sunshine

Miglior fotografia
- Emmanuel Lubezki - I figli degli uomini (Children of Men)
  - 2º classificato: Tom Stern - Flags of Our Fathers e Lettere da Iwo Jima (Letters from Iwo Jima)

Miglior scenografia
- Eugenio Caballero - Il labirinto del fauno (El laberinto del fauno)
  - 2º classificato: Jim Clay, Veronica Falzon e Geoffrey Kirkland - I figli degli uomini (Children of Men)

Miglior colonna sonora
- Alexandre Desplat - Il velo dipinto (The Painted Veil) e The Queen - La regina (The Queen)
  - 2º classificato: Thomas Newman - Intrigo a Berlino (The Good German) e Little Children

Miglior film in lingua straniera
- Le vite degli altri (Das Leben der Anderen), regia di Florian Henckel von Donnersmarck  ·  Germania
  - 2º classificato: Volver - Tornare (Volver), regia di Pedro Almodóvar  ·  Spagna

Miglior film d'animazione
- Happy Feet (Happy Feet), regia di George Miller
  - 2º classificato: Cars - Motori ruggenti (Cars), regia di John Lasseter

Miglior documentario
- Una scomoda verità (An Inconvenient Truth), regia di Davis Guggenheim
  - 2º classificato: L'incubo di Darwin (Darwin's nightmare), regia di Hubert Sauper

Miglior film sperimentale/indipendente
- So Yong Kim - In Between Days
- Kelly Reichardt - Old Joy

New Generation Award
- Michael Arndt (sceneggiatore), Jonathan Dayton e Valerie Faris (registi) -  Little Miss Sunshine

Career Achievement Award
- Robert Mulligan

Menzione speciale
- Jean-Pierre Melville - in occasione dell'uscita nelle sale cinematografiche statunitensi di L'armata degli eroi (L'Armée des ombres)
- Jonas Mekas - per il suo contributo all'industria cinematografica statunitense come regista, critico e fondatore della Anthology Film Archives